# Ataxophragmium
Ataxophragmium es un género de foraminífero bentónico de la Subfamilia Ataxophragmiinae, de la Familia Ataxophragmiidae, de la Superfamilia Ataxophragmioidea, del Suborden Ataxophragmiina y del Orden Loftusiida. Su especie tipo es Bulimina variabilis. Su rango cronoestratigráfico abarca desde el Cenomaniense (Cretácico superior) hasta el Paleoceno.

## Discusión
Clasificaciones previas incluían Ataxophragmium en el suborden Textulariina del orden Textulariida o en el orden Lituolida.

## Clasificación
Ataxophragmium incluye a las siguientes especies:
- Ataxophragmium beisseli †
- Ataxophragmium caspium †
- Ataxophragmium compactum †
- Ataxophragmium crassum †
- Ataxophragmium depressaeformis †
- Ataxophragmium depressum †
  - Ataxophragmium depressum voloshinovae †
- Ataxophragmium elegans †
- Ataxophragmium fartile †
- Ataxophragmium kuhnii †
- Ataxophragmium lvovense †
- Ataxophragmium oblongatum †
- Ataxophragmium rimosum †
- Ataxophragmium rugosum †
- Ataxophragmium variabilis †

En Ataxophragmium se ha considerado el siguiente subgénero:
- Ataxophragmium (Opertum), aceptado como género Opertum